# Marie Bittorf
Marie Bittorf (* 8. Juli 1886 in Mühlhausen/Thüringen; † 5. September 1974 in Frankfurt am Main) war eine deutsche Gewerkschafterin, Sozial- und Kommunalpolitikerin (SPD) und frühes Mitglied der Frauenbewegung.

## Leben und politischer Werdegang
Marie Bittorf wurde als Marie Olga als Tochter eines thüringischen Gutsbesitzers geboren. Sie kam mit 17 Jahren im Jahr 1903 als Hausmädchen nach Frankfurt. Schon 1906 engagierte sie sich bei der Gründung einer gewerkschaftlichen Organisation der Hausbediensteten. Im Jahr 1910 trat sie der SPD bei, nachdem sie zuvor als Zuhörerin mehrfach von der Polizei aus Versammlungen verwiesen worden war. 1913 war sie Besucherin des ersten Lehrgangs des Frauenseminars für soziale Berufsarbeit in Frankfurt. Im Jahr 1917 trat sie – als erste Frau – ihren Dienst als städtische Krankenfürsorgerin im Rahmen der AOK an. Diesen Dienst musste sie in der Zeit des Nationalsozialismus 1933 quittieren.

### Stadtverordnete
Nach dem Ersten Weltkrieg ging Bittorf in die Kommunalpolitik. Bei der ersten Kommunalwahl nach Einführung des Frauenwahlrechts wurde sie am 2. März 1919 in die Stadtverordnetenversammlung von Frankfurt gewählt. Sie war dort eine von 11 Frauen (die anderen waren Frieda Vergens, Anna Schwappach und Henriette Fürth (SPD), Tony Sender (USPD), Jenny Apolant, Meta Gadesmann, Carola Barth, Dr. Anna Schultz (DDP), Zoyla Bontant (Zentrum) und Anna Landsberg (DVP)). In der Stadtverordnetenversammlung gehörte sie dem Wahlvorschlagsausschuss, dem Sonderausschuss zur Neuordnung des Fachschulwesens, dem Eingabeausschuss, der Berufsschuldeputation, der Deputation für das Wohnungs- und Gesundheitswesen, der Jugend-Wohlfahrts-Deputation und der Bestattungsdeputation an. Bei den Kommunalwahlen vom 4. Mai 1924, vom 20. Mai 1928 und vom 17. November 1929 wurde sie jeweils wiedergewählt. Bei den Kommunalwahlen vom 12. März 1933 erhielt sie kein Mandat, rückte aber am 28. März 1933 für Heinrich Kromer in die Stadtverordnetenversammlung nach.
Aufgrund der Machtergreifung der Nationalsozialisten wurde die politische Arbeit gefährlich. Nachdem die Sozialdemokraten in der Stadtverordnetensitzung vom 13. Juni 1933 den NSDAP-Antrag auf eine Ehrenrente für die Angehörigen der ermordeten NSDAP-Mitglieder Hans Handwerk und Josef Bleser ablehnten, wurden sie gewaltsam aus dem Saal gedrängt. An der Sondersitzung des Stadtparlamentes am 17. Juni, auf der Friedrich Krebs zum Oberbürgermeister gewählt wurde, nahm die Mehrheit der Sozialdemokraten, darunter Bittdorf, nicht mehr teil. Mit Runderlass des preußischen Innenministers Hermann Göring vom 23. Juni 1933 verlor sie, wie alle Abgeordneten der zwangsweise aufgelösten SPD, ihr Mandat.

### Abgeordnete im Kommunallandtag
In den Jahren 1920 bis 1925 und noch einmal kurz im Jahr 1929 war Bittorf Abgeordnete des Kommunallandtages Wiesbaden und des Provinziallandtags Hessen-Nassau. Sie wurde 1920 für den Stadtkreis Frankfurt und die SPD gewählt. Bei den Kommunallandtagswahlen am 29. November 1925 wurde sie nicht gewählt, rückte aber 1929 für den verstorbenen Heinrich Hopf nach. Bei den Kommunallandtagswahlen vom 17. November 1929 war sie erneut nicht erfolgreich. Im Kommunallandtag war sie Initiatorin für die Errichtung der Fortbildungsschule für Hausangestellte in der Frankfurter Löwengasse.
Bei den Reichstagswahlen am 5. März 1933 kandidierte sie auf Platz 10 der SPD-Liste für den Wahlkreis Hessen-Nassau, wurde aber nicht gewählt.

### Weiteres Leben
Gemeinsam mit ihrer lebenslangen Freundin, der Frauenrechtlerin Meta Quarck-Hammerschlag, gehörte Bittorf zu den Mitgründern der AWO Frankfurt und im Jahr 1945, nach dem Zweiten Weltkrieg, zu den Wiedergründern dieses Sozialverbandes in Frankfurt.
Nach Bittorfs von den Nazis erzwungenen Abschied aus ihrem Beschäftigungsverhältnis wurde ihr immerhin eine Rente zuteil; bis Kriegsende blieb sie außerdem als ehrenamtliche Fürsorgerin tätig. Erst 1946 konnte sie zur AOK zurückkehren. Mit anderen Frauen gründete Bittorf im Jahr 1946 den Frankfurter Frauen-Ausschuss, den nachmaligen Frankfurter Frauen-Verband. Bei den Kommunalwahlen am 26. Mai 1946  wurde die Frankfurterin erneut in die nun wieder demokratische Stadtverordnetenversammlung gewählt und engagierte sich dort weitere zehn Jahre, unter anderem für sozial-, gesundheits- und bildungspolitische Themen.

## Privates
In den Nachkriegsjahren kümmerte sich Bittorf um ihre betagte Freundin Quarck-Hammerschlag und teilte mit ihr die Wohnung in Frankfurt-Bornheim, wo Meta 1954 verstarb.
Im Jahr 1966 zog sie in das Altenheim „Bürgermeister-Gräf-Haus“ in Sachsenhausen, wo sie mit 88 Jahren starb.

## Ehrungen
- 1952 Bundesverdienstkreuz am Bande
- 1956 Ernennung zur Frankfurter Stadtältesten als erste Frau mit diesem Ehrentitel für langjährige Kommunalpolitiker

## Würdigungen
- 2015 Benennung einer Grünanlage im Frankfurter Stadtteil Dornbusch nach Marie Bittorf. Der Magistrat hatte die vom Ortsbeirat schon 1990 beschlossene Benennung der zuvor namenlosen Anlage jahrelang blockiert, denn im Dichterviertel sollten nur Literaten geehrt werden.[4] Das vom Ortsbeirat geforderte Namensschild ist zwischenzeitlich angebracht.
- mind. seit 2016 „Marie-Bittorf-Preis“ der SPD-nahen Akademie für Kommunalpolitik (AfK) Hessen[5]